# Kukouri
Kukouri est une île fortifiée de la ville de Kotka en Finlande.
On peut y visiter les ruines du Fort Slava qui est une composante de la forteresse maritime de Ruotsinsalmi. 

## Le Fort Slava
Le Fort Slava fait partie de la partie la plus éloignée du système de fortifications de Ruotsinsalmi.
La fortification de l'île débute à la suite de la Guerre russo-suédoise de 1788-1790 et elle est terminée en 1794.

## Transports
Il n'y a pas de service de traversée pour l'île de Kukouri. Mais une visite guidée de Kukouri et de Varissaari est organisée chaque lundi du 25 juin au 6 août à partir du port de Sapokka.